# HD161575
HD161575 — хімічно пекулярна зоря спектрального класу B9, що має видиму зоряну величину в смузі V приблизно  7,0.
Вона  розташована на відстані близько 817,4 світлових років від Сонця.

## Пекулярний хімічний склад
Зоряна атмосфера HD161575 має підвищений вміст 
Si
.